# Tachystola stenoptera
Tachystola stenoptera là một loài bướm đêm thuộc họ Oecophoridae. Nó được tìm thấy ở Lãnh thổ Thủ đô Úc, New South Wales, Queensland, Nam Úc, Tasmania, Victoria và Tây Úc.